# Pedro Guerrero Castillo
Pedro Oliverio Guerrero Castillo, alias "Cuchillo" (28 de febrero de 1970 -25 de diciembre de 2010), fue un narcoparamilitar colombiano que ejerció la jefatura del Frente Héroes del Guaviare del Bloque Centauros de las Autodefensas Unidas de Colombia (AUC) y lideró una banda de narcotraficantes que delinquía en Guaviare, Vichada y Meta.

## Biografía
Pedro Guerrero nació el 28 de febrero de 1970 en el Departamento de Meta (Colombia). Cuchillo, comenzó su vida criminal siendo miembro de la organización del capo del Cartel de Medellín, Gonzalo Rodríguez Gacha, después de haber sido infante y Soldado Profesional del Batallón de Contraguerrillas 7 en Villavicencio (Meta) en uno de los batallones del Ejército Nacional en los llanos orientales. Fue dado de baja como soldado profesional y se unió a los paramilitares de Restrepo (Meta) y al ganar poder se trasladó para San Martín (Meta) y allí, cuando los soldados profesionales del Batallón de Contraguerrillas Héroes de Arauca salían de permiso, los buscaba para ofrecerles un mejor salario lo cual hizo que muchos soldados se retiraran del servicio activo para unirse a Cuchillo. Los sobornos, intercambio de favores e infiltración dentro del Ejército, especialmente con la Cuarta División, le permitían transitar sin ser detenido en los retenes. 
Después de haber desaparecido el cartel de Medellín, se unió a la expedición del grupo paramilitar Autodefensas Campesinas de Córdoba y Urabá en los llanos orientales, y fue miembro del Bloque Oriental que más tarde sería el Bloque Centauros de las Autodefensas Unidas de Colombia (AUC), comandado por Miguel Arroyave, cuya muerte se le atribuye a él y a Daniel Barrera Loco Barrera.

## Accionares
Después de la desmovilización de las Autodefensas, Cuchillo huyó, y al igual que otros desmovilizados de las AUC que quisieron continuar en la vida del delito, lideró otro grupo de Águilas Negras conformado por desmovilizados del Bloque Centauros.
Tras los golpes proporcionados por la Fuerza Pública de Colombia, se vio obligado a consolidar una alianza con el Narcotraficante Daniel Barrera, exsocio de la guerrilla de las Fuerzas Armadas Revolucionarias de Colombia (FARC-EP) y socio de las AUC hasta el momento de su desmovilización. Como producto de esta alianza, se creó el grupo narcoparamilitar Ejército Revolucionario Popular Antisubversivo de Colombia (ERPAC), que operaba en los departamentos de Casanare,  Caqueta, Guaviare, Meta y Vichada.

## Deceso

Ubicación de Mapiripán.

En la víspera de las festividades navideñas de 2010 en las selvas del Guaviare y Meta cayó abatido en una operación de la Policía Nacional de Colombia. Con base en información de inteligencia, las autoridades lograron establecer que 'Cuchillo' y varios de sus hombres estaban reunidos el 25 de diciembre cerca a Mapiripán (Meta) celebrando la Navidad, donde fueron sorprendidos por las autoridades. Varios de sus lugartenientes fueron capturados en la operación. Guerrero logró huir con 2 de sus lugartenientes, sin embargo,  aparentemente cayó a un caño, el peso de las armas, radios y botas no le permitieron flotar y murió posiblemente ahogado. En la mañana del 29 de diciembre de 2010 se encontró un cadáver que, horas después se confirmó correspondería al otro narcoparamilitar.